# Huperzia pringlei
Huperzia pringlei là một loài thực vật có mạch trong Họ Thạch tùng. Loài này được (Underw. & F.E. Lloyd) Holub mô tả khoa học đầu tiên năm 1985.